# Hendrik van Deventer

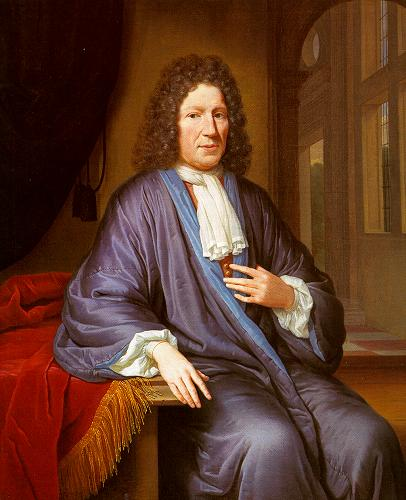
Porträt des Hendrik van Deventer zwischen 1690 und 1700 von Thomas van der Wilt (1659–1733)

Hendrik van Deventer (* 16. März 1651 in Leiden; † 12. Dezember 1724 in Voorburg) war ein holländischer Geburtshelfer und Orthopäde und gilt als Pionier wissenschaftlich fundierter Geburtshilfe.
Er untersuchte als erster exakt das enge weibliche Becken; das innere Beckenmaß, der Deventer-Diameter (diameter obliqua) und die Deventer-Methode (Lagerung bei Nabelschnurvorfall) sind nach ihm benannt. Van Deventer prägte den Begriff placenta praevia. Sein Werk Manuale operatien von 1701 wurde ins Englische, Französische und Deutsche übersetzt und galt rund 100 Jahre lang als Standardwerk der Geburtshilfe.

## Leben
Van Deventer war ursprünglich Goldarbeiter und kam vermutlich um 1670 nach Deutschland, wo er bis 1674 in Hamburg von dem Chemiker und Apotheker Walter unterrichtet wurde. Ein Jahr später ging er an das Schloss Waltha bei Wiuwert (Friesland), wo er ab 1679 zusammen mit seiner Frau auch Geburtshilfe praktizierte. 1688 reiste er nach Kopenhagen, um orthopädische Instrumente zu begutachten. Während seines Aufenthaltes wurde er gebeten, zwei der Kinder des dänischen Königs orthopädisch zu behandeln.
1694 promovierte van Deventer in Groningen. Später erwarb er in Voorburg in der Nähe von Den Haag ein Landhaus, wo er eine orthopädische Praxis und Hebammenschule betrieb. 1701 eröffnete er in Den Haag eine geburtshilfliche Praxis.